# Boarmia subochrearia
Boarmia subochrearia är en fjärilsart som beskrevs av Alfred Ernest Wileman och South 1917. Boarmia subochrearia ingår i släktet Boarmia och familjen mätare. Inga underarter finns listade i Catalogue of Life.